# 포시예트

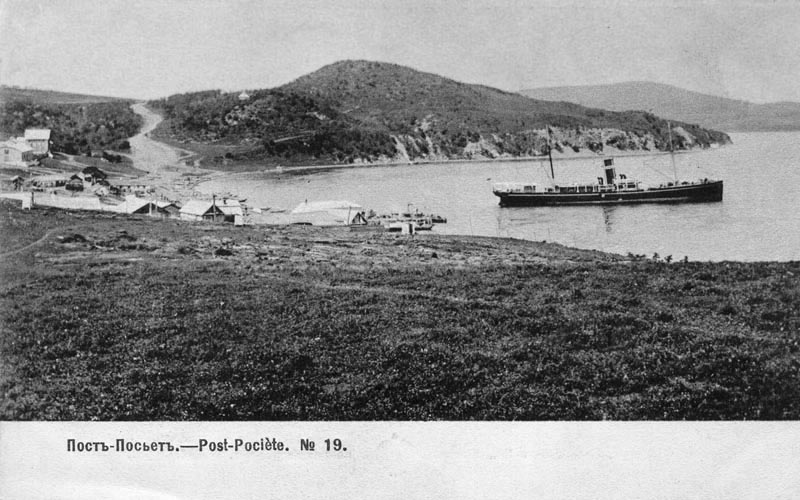
1900년대 당시의 포시예트를 배경으로 하는 엽서

포시예트(러시아어:  Посье́т)는 러시아 프리모르스키 변경주 하산스키군에 속한 마을이다. 지역의 이름에서 볼 수 있듯 이 지역에는 유명한 항구인 포시예트항이 위치한 포시예트만이 자리잡고 있다. 그러나 인구는 추계 기록상 2010년 센서스를 기준으로 1,671명의 주민이 살고 있으며, 1989년에는 2,223명을, 2002년에는 2,927명을 각각 기록하였다.

## 어원
러시아의 항해사의 명칭으로 알려져 온 콘스탄틴 포시예트라는 이름에서 기원하였다.

## 역사
포시예트는 프리모르스키 변경주에서 가장 오래된 정착지이다. 1860년 4월 11일, 노브고로드스키포시에트(Novgorodsky-Posyet)라는 이름으로 출발하여 세워진 상태인 것으로 드러난다. 노브고로드스키(Novgorodsky)라는 명칭은 보통 니콜라이 무라비요프아무르스키 백작이라는 탐험대의 이름을 붙여 놓은 만의 이름을 따오면서 작명한 것으로 나타나고 있다.

## 지리
대체적으로 보면 조선민주주의인민공화국과도 가장 가까운 러시아의 도시 중의 하나이기도 하다. 그래서 블라디보스토크, 나홋카와 똑같이 북한 생활권과 인접해 있는 것으로 보이게 되며, 항구 도시로 크게 성장되기도 한다. 다만 동절기 건기에는 산불이 비교적 적게 일어나지만 3~4월에는 산불이 집중되어 있는 단점을 가지고 있다.

## 기후
포시예트의 기후는 쾨펜의 기후 구분에 따르면 냉대 동계 소우 기후 또는 습윤 대륙성 기후(Dwb)를 주로 띄고 있는 형태를 가지고 있다. 그러나 계절적으로 보면 여름에는 한반도와 동해 등을 통해 유입되어 있는 따뜻한 북태평양 기단을 타고 쓰시마 해류와 쿠로시오 해류에 영향을 받아 강수량이 많아지게 되는 반면, 겨울에는 춥고 건조한 아무르강에 영향을 받아 눈이 적게 오거나 거의 내리지 못하고 있는 특성을 가진 동계 건조 기후를 띈다.
| 포시예트의 기후          | 포시예트의 기후 | 포시예트의 기후 | 포시예트의 기후 | 포시예트의 기후 | 포시예트의 기후 | 포시예트의 기후 | 포시예트의 기후 | 포시예트의 기후 | 포시예트의 기후 | 포시예트의 기후 | 포시예트의 기후 | 포시예트의 기후 | 포시예트의 기후 |
| 월                       | 1월             | 2월             | 3월             | 4월             | 5월             | 6월             | 7월             | 8월             | 9월             | 10월            | 11월            | 12월            | 연간            |
| ------------------------ | --------------- | --------------- | --------------- | --------------- | --------------- | --------------- | --------------- | --------------- | --------------- | --------------- | --------------- | --------------- | --------------- |
| 역대 최고 기온 °C (°F)   | 10.0 (50.0)     | 13.2 (55.8)     | 17.3 (63.1)     | 28.0 (82.4)     | 32.3 (90.1)     | 34.4 (93.9)     | 36.1 (97.0)     | 36.0 (96.8)     | 31.5 (88.7)     | 26.1 (79.0)     | 19.5 (67.1)     | 13.0 (55.4)     | 36.1 (97.0)     |
| 일평균 최고 기온 °C (°F) | −5.5 (22.1)     | −1.8 (28.8)     | 4.4 (39.9)      | 11.2 (52.2)     | 16.0 (60.8)     | 18.8 (65.8)     | 22.5 (72.5)     | 24.8 (76.6)     | 21.4 (70.5)     | 15.0 (59.0)     | 5.0 (41.0)      | −3.2 (26.2)     | 10.8 (51.4)     |
| 일일 평균 기온 °C (°F)   | −9.8 (14.4)     | −6.6 (20.1)     | −0.5 (31.1)     | 6.2 (43.2)      | 11.1 (52.0)     | 14.9 (58.8)     | 19.2 (66.6)     | 21.1 (70.0)     | 16.7 (62.1)     | 9.9 (49.8)      | 0.5 (32.9)      | −7.2 (19.0)     | 6.4 (43.5)      |
| 일평균 최저 기온 °C (°F) | −14.1 (6.6)     | −11.3 (11.7)    | −5.1 (22.8)     | 2.0 (35.6)      | 7.2 (45.0)      | 11.9 (53.4)     | 16.7 (62.1)     | 18.1 (64.6)     | 12.3 (54.1)     | 5.0 (41.0)      | −3.8 (25.2)     | −11.1 (12.0)    | 2.4 (36.3)      |
| 역대 최저 기온 °C (°F)   | −28.0 (−18.4)   | −26.1 (−15.0)   | −19.5 (−3.1)    | −11.7 (10.9)    | −4.6 (23.7)     | 0.4 (32.7)      | 1.6 (34.9)      | 6.3 (43.3)      | 1.1 (34.0)      | −11.0 (12.2)    | −22.0 (−7.6)    | −25.0 (−13.0)   | −28.0 (−18.4)   |
| 평균 강수량 mm (인치)    | 15.8 (0.62)     | 11.7 (0.46)     | 20.7 (0.81)     | 46.7 (1.84)     | 76.5 (3.01)     | 151.2 (5.95)    | 148.2 (5.83)    | 201.9 (7.95)    | 96.5 (3.80)     | 36.8 (1.45)     | 24.0 (0.94)     | 13.6 (0.54)     | 843.6 (33.2)    |
| 평균 강수일수            | 3.7             | 3.9             | 6.0             | 9.3             | 14.3            | 14.9            | 19.1            | 12.0            | 7.5             | 6.2             | 5.5             | 4.5             | 106.9           |
| 평균 상대 습도 (%)       | 55.0            | 55.4            | 58.0            | 68.0            | 78.9            | 85.6            | 90.3            | 83.6            | 75.0            | 66.2            | 59.1            | 55.4            | 69.2            |
| 출처: climatebase.ru     |                 |                 |                 |                 |                 |                 |                 |                 |                 |                 |                 |                 |                 |